# 小雅羅斯拉韋茨區

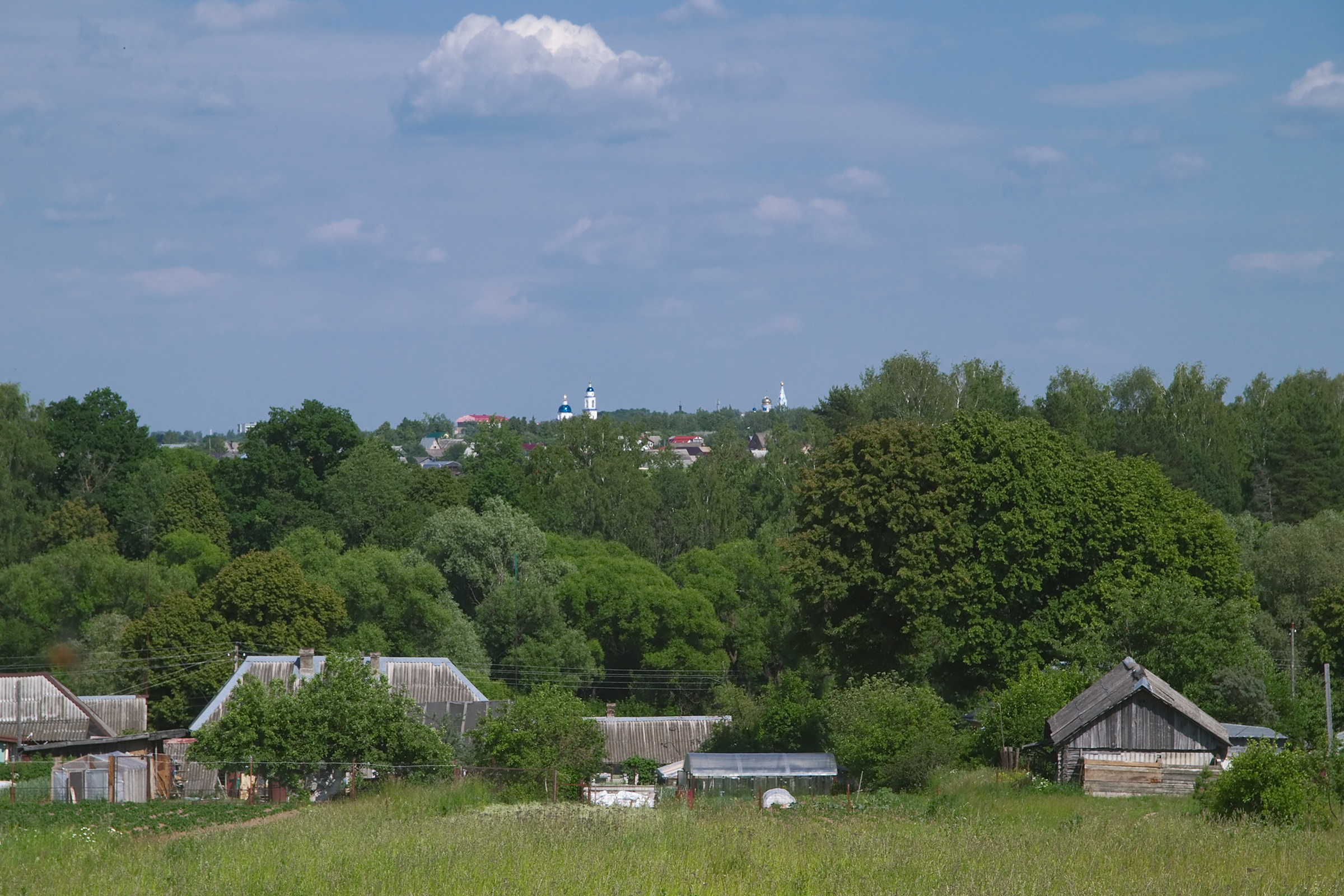

55°00′N 36°28′E / 55.000°N 36.467°E
小雅羅斯拉韋茨區（俄语：Малоярославецкий район），是俄羅斯的一個區，位於該國西部，由卡盧加州負責管轄，面積1,547平方公里，2010年人口54,269，人口密度每平方公里35.08人。